# Bismarckturm Hasselfelde-Trautenstein

Bismarckturm Hasselfelde 1905

Der Bismarckturm Hasselfelde-Trautenstein war ein Bismarckturm auf der Carlshaushöhe bei Hasselfelde im Landkreis Harz, Sachsen-Anhalt. Er war einer von zwei Bismarcktürmen, die komplett aus Metall gebaut waren.

## Geschichte
Der Bau des Bismarckturms ging auf eine Anregung des Harzklubvereins vom 30. Juli 1899 zurück, nachdem im November 1898 ein Vorgänger dieses Turms, eine Holzkonstruktion namens Karlshausturm, eingestürzt war. Er hatte an derselben Stelle der Carlshaushöhe 626 m über NN gestanden. Der neue Turm wurde von der Maschinenfabrik Carl Reinsch in Dresden angefertigt. Die Kosten von 3.641,37 Mark trugen der Harzklub und diverse Harzklubzweigvereine.
Die Einweihung des Turmes fand am 19. Mai 1901 statt. 1924 wurde das Medaillon, mit dem der Turm geschmückt war, gestohlen und durch einen Nachguss ersetzt. 1926 wurde das 25-jährige Jubiläum des Turmes gefeiert, in den 1950er Jahren wurde ein Holzgerüst auf dem Turm angebracht, um einen trigonometrischen Punkt zu markieren. 1960 sperrte man den Turm für Besucher, da von den Plattformen aus ein Blick auf die Bundesrepublik Deutschland möglich gewesen wäre. Der Turm wurde nun als Feuerwachturm genutzt und umbenannt. Er hieß nun Karlshausturm bzw. Carlshausturm wie sein Vorgänger. Die Carlshaushöhe wurde in den späten 1970er Jahren zur militärischen Schutzzone erklärt und 1981 mit einer Radarstation zur Raketenabwehr der sowjetischen Armee ausgestattet. Im selben Jahr zertrennten Rekruten dieser Armee den Turm mit Flammenschneidern. Bis zum Abzug der Sowjetarmee 1993 war die einstige Schutzzone nicht öffentlich zugänglich. Das Terrain wurde danach vom Bundesvermögensamt verwaltet. 1998 wurde es der Kommune Trautenstein übereignet. Im selben Jahr wurde dort ein neuer Turm, der wiederum den Namen „Carlshausturm“ erhielt, eingeweiht. Dieser Turm mit einer Höhe von 50 m und zwei Plattformen war aus Stahl errichtet worden. Die Kosten betrugen 2,3 Millionen DM.

## Beschreibung
Der Bismarckturm hatte einen quadratischen Grundriss, eine Höhe von 20 Metern, vier Zwischenplattformen und eine runde Aussichtsplattform, die mit einem brusthohen Geländer gesichert war. Er war in offener Stahlbauweise errichtet und besaß keine Befeuerungseinrichtung. Eugen Kircheisen entwarf das Bismarck-Medaillon, das in der Gießwerkstatt von Rinckleben in Bronze gegossen wurde und seinen Platz über der ersten Plattform fand. Die Umschrift lautete: „Dem Andenken Bismarcks in deutscher Treue. Der Harzklubverein Braunschweig“.